# 인도네시아의 인구

1960-2017 인도네시아의 인구

인도네시아의 인구는 2019년 기준 2억 6691만 명으로, 아시아에서 3번째로, 전 세계에서는 4번째로 인구가 많은 국가이다.

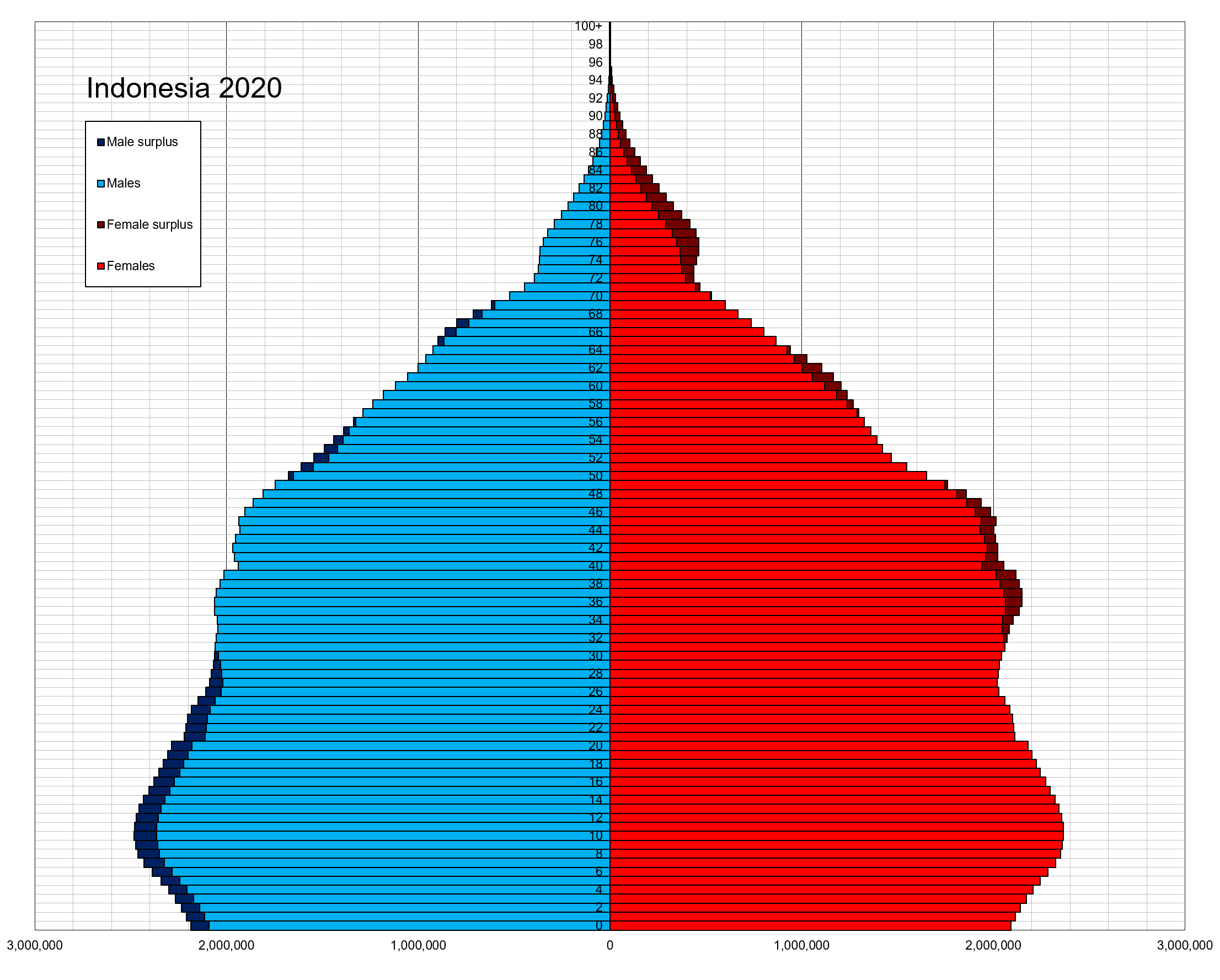
2020년 인도네시아의 인구 피라미드

2015년 인구밀도 (제곱 킬로미터당)
10,001 and above
1,001 to 10,000
101 to 1,000
11 to 100
1 to 10

## 인구학적 동향
인도네시아의 인구는 2010년 국가 인구 조사에서는 2억 3764만 명이었으나, 10년 뒤인 2020년 인구 조사에서는 2억 7020만 명으로 증가한 것으로 나타났다. 인구의 56%가 전 세계에서 인구가 가장 많은 섬으로도 알려져 있는 자와섬에 살고 있다.

1968년 국립가족계획조정기구를 발족시켜 강력한 산아제한 정책을 폈으며, 인구 성장률은 유엔 통계 기준1965-1970년 2.7%에서 1985-1990년 1.9%, 1995-2000년 1.4%로 낮아졌다.

인도네시아는 서구권 국가들에 비해 인구는 젊은 편이나, 다른 국가들과 마찬가지로 출산율이 낮아짐과 동시에, 기대수명이 증가하면서 고령화가 진행되고 있다. 중위 연령은 2017년 기준 30.2세다. 인도네시아 인구는 인종, 언어, 문화 등이 제각기 매우 다양하다.

### 인구성장률
인도네시아의 인구성장률은 2000-2010년 1.49%에서 2010-2020년 1.25%로 낮아졌는데, 인구조사 사상 가장 낮은 수준을 기록했다. 이는 수하르토 대통령 시절(1966-1998년 집권)부터 출산율을 낮추기 위해 시행한 가족계획 정책의 영향으로 기본 교육, 식량 안보, 보건 서비스의 부담을 줄이기 위해 추진된 것이다. 이러한 정책은 계속 중인데 2019년 기준, 해당 정책에 약 4억 6천만 USD의 예산을 책정했다 ('17년 대비 80% 증가). 또한 가족계획의 실행력 강화를 위해 국민건강보험제도(BPJS)와 통합하고 민간부문의 참여를 유도하는 등 전방위적인 정책 확대를 목표로 하고 있다.

### 성비
인도네시아 통계청은 2020년 인구조사 결과에서 인도네시아의 남성 인구가 1억 3,666만 명으로50.58%, 여성 인구는 1억 3,354만 명으로 49.42%라고 밝혔다. 파푸아, 북칼리만탄, 서파푸아 지역에서는 남성 비율이 여성보다 훨씬 높게 나타났고, 족자카르타와 술라웨시 남부 지방에서는 여성 비율이 더 높은 것으로 조사됐다.

### 세대별 인구
생산가능 연령(15-64세) 비율이 1971년 이후 계속 증가하고 있다. 1971년 생산 가능 연령의 비율은 전체 인구의 53.39%, 2020년에는 70.72%로 증가했다. 이는 2045년까지 유지될 것으로 예측하고 있다. 통계청은 이번 결과 보고서에서 인도네시아 인구의 대다수가 Z세대와 밀레니얼 세대라고 밝혔으며, Z세대(1997년~2012년 출생, 현재 8세에서 23세 사이)는 총인구의 27.94%, 밀레니얼 세대(1981~1996년 출생, 현재 24세에서 39세 사이)는 전체 인구의 25.87%에 이른다.

### 인구 밀집도

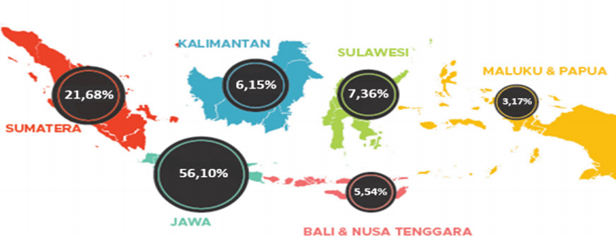
2020년 인도네시아 지역별 거주인구 비율 (총인구 대비)

인구밀도는 2000년 1sqkm당 107명, 2010년 124명, 2020년 현재 141명으로 조사됐다. 위 지역별 인구 분포에 나타나듯 여전히 자바섬에 인구가 집중되어 있으며, 전체 인구의 56.10%인 1억 1559만 명이 거주하고 있다. 주로 서부 자바 (베카시, 카라왕, 반둥, 데폭, 보고르), 동부 자바 (수라바야 및 그 주변 지역), 중부 자바를 중심으로 인구가 집중되어 있으며, 기타 지역으로는 수마트라 섬에 인구의 21.68%인 5,856만 명이 거주 중이다. 정부는 이러한 지역 불균형 해소를 위해 기타 지역의 '공공 서비스 접근성 향상 계획'을 준비하고 있으며, 신(新)행정수도 이전 계획도 그 중 하나이다.

## 인구 통계

### 2003-현재 출생 및 사망 통계
출처: 인도네시아 통계청
|      | 인구        | 출생아 수 | 사망자 수 | 자연 증감 | 조출생률 (1000명당) | 조사망률 (1000명당) | 자연 증감률 (1000명당) | 합계출산율 |
| ---- | ----------- | --------- | --------- | --------- | ------------------- | ------------------- | ---------------------- | ---------- |
| 2003 | 213,600,000 |           |           |           |                     |                     | 13.4                   | 2.3        |
| 2004 | 216,400,000 |           |           |           |                     |                     | 13.3                   | 2.3        |
| 2005 | 219,800,000 |           |           |           |                     |                     | 13.2                   | 2.2        |
| 2006 | 222,700,000 |           |           |           |                     |                     | 13.0                   | 2.2        |
| 2007 | 225,600,000 |           |           |           |                     |                     | 12.8                   | 2.18       |
| 2008 | 228,500,000 |           |           |           |                     |                     | 12.5                   | 2.17       |
| 2009 | 231,400,000 |           |           |           |                     |                     | 12.2                   | 2.16       |
| 2010 | 238,500,000 | 6,028,921 | 1,236,154 | 4,792,767 | 25.3                | 5.2                 | 13.1                   | 2.39       |
| 2011 | 241,000,000 |           |           |           |                     |                     | 13.2                   | 2,37       |
| 2012 | 244,200,000 |           |           |           |                     |                     | 13.1                   | 2,35       |
| 2015 | 255,587,900 |           |           |           |                     |                     |                        |            |
| 2016 | 258,496,500 |           |           |           |                     |                     |                        |            |
| 2017 | 261,355,500 |           |           |           |                     |                     |                        |            |
| 2018 | 264,161,600 |           |           |           |                     |                     |                        |            |
| 2019 | 266,911,900 |           |           |           |                     |                     |                        |            |
| 2020 | 269,603,400 |           |           |           |                     |                     |                        |            |

### 출산율과 출생률 (DHS)
출생률과 출산율; Demographic and Health Surveys
| 연도      | 조출생률 (종합) | 합계출산율 (종합) | 조출생률 (도시) | 합계출산율 (도시) | 조출생률 (시골) | 합계출산율 (시골) |
| --------- | --------------- | ----------------- | --------------- | ----------------- | --------------- | ----------------- |
| 1981-1983 |                 | 4.3               |                 |                   |                 |                   |
| 1987      |                 | 3.4 (3.1)         |                 | 2.9 (2.6)         |                 | 3.7 (3.4)         |
| 1991      | 25.1            | 3.02 (2.50)       | 24.0            | 2.60 (2.03)       | 25.6            | 3.24 (2.73)       |
| 1994      |                 | 2.9 (2.4)         |                 | 2.3 (1.8)         |                 | 3.2 (2.7)         |
| 1997      |                 | 2.8 (2.4)         |                 | 2.4 (2.0)         |                 | 3.0 (2.6)         |
| 2002-2003 | 21.9            | 2.6 (2.2)         | 22.1            | 2.4 (2.1)         | 21.7            | 2.7 (2.3)         |
| 2007      | 20.9            | 2.6 (2.2)         | 20.2            | 2.3 (2.0)         | 21.5            | 2.8 (2.4)         |
| 2012      | 20.4            | 2.6 (2.0)         | 20.1            | 2.4 (1.9)         | 20.7            | 2.8 (2.2)         |
| 2017      | 18.1            | 2.4 (2.1)         | 17.7            | 2.3 (1.9)         | 18.5            | 2.6 (2.2)         |

### 1950-현재 기대수명
| 기간      | 기대수명 | 기간      | 기대수명 |
| --------- | -------- | --------- | -------- |
| 1950–1955 | 41.8     | 1985–1990 | 61.3     |
| 1955–1960 | 47.0     | 1990–1995 | 64.2     |
| 1960–1965 | 50.2     | 1995–2000 | 65.2     |
| 1965–1970 | 51.1     | 2000–2005 | 66.4     |
| 1970–1975 | 55.9     | 2005–2010 | 68.3     |
| 1975–1980 | 58.5     | 2010–2015 | 70.0     |
| 1980–1985 | 60.7     | 2015-2020 | 71.4     |

## 지역 및 행정구역별 인구 통계
| 섬                    | 인구 비율 (2010년 조사) | 인구 비율 (2020년 조사) |
| --------------------- | ----------------------- | ----------------------- |
| 수마트라섬            | 21.31                   | 21.68                   |
| 자와섬                | 57.49                   | 56.10                   |
| 칼리만탄              | 5.80                    | 6.15                    |
| 술라웨시섬            | 7.31                    | 7.36                    |
| 발리섬, 소순다 열도   | 5.50                    | 5.54                    |
| 말루쿠 제도, 파푸아주 | 2.60                    | 3.17                    |

| 주                | 2010년 조사                           | 2020년 조사 | 증감       |
| ----------------- | ------------------------------------- | ----------- | ---------- |
| 아체주            | 4,494,410                             | 5,274,871   | 780,461    |
| 북수마트라주      | 12,982,204                            | 14,799,361  | 1,817,157  |
| 서수마트라주      | 4,846,909                             | 5,534,472   | 687,563    |
| 리아우주          | 5,538,367                             | 6,394,087   | 855,720    |
| 잠비주            | 3,092,265                             | 3,548,228   | 455,963    |
| 남수마트라주      | 7,450,394                             | 8,467,432   | 1,017,038  |
| 븡클루주          | 1,715,518                             | 2,010,670   | 295,152    |
| 람풍주            | 7,608,405                             | 9,007,848   | 1,399,443  |
| 방카블리퉁주      | 1,223,296                             | 1,455,678   | 232,382    |
| 리아우 제도주     | 1,679,163                             | 2,064,564   | 385,401    |
| 자카르타          | 9,607,787                             | 10,562,088  | 954,301    |
| 서자와주          | 43,053,732                            | 48,274,162  | 5,220,430  |
| 중앙자와주        | 32,382,657                            | 36,516,035  | 4,133,378  |
| 욕야카르타 특별주 | 3,457,491                             | 3,668,719   | 211,228    |
| 동자와주          | 37,476,757                            | 40,665,696  | 3,188,939  |
| 반텐주            | 10,632,166                            | 11,904,562  | 1,272,396  |
| 발리주            | 3,890,757                             | 4,317,404   | 426,647    |
| 서누사틍가라주    | 4,500,212                             | 5,320,092   | 819,880    |
| 동누사틍가라주    | 4,683,827                             | 5,325,566   | 641,739    |
| 서칼리만탄주      | 4,395,983                             | 5,414,390   | 1,018,407  |
| 중앙칼리만탄주    | 2,212,089                             | 2,669,969   | 457,880    |
| 남칼리만탄주      | 3,626,616                             | 4,073,584   | 446,968    |
| 동칼리만탄주      | 3,553,143                             | 3,766,039   | 212,896    |
| 북칼리만탄주      | 동칼리만탄주 소속이었음 (2012년 분리) | 701,814     | -          |
| 북술라웨시주      | 2,270,596                             | 2,621,923   | 351,327    |
| 중앙술라웨시주    | 2,635,009                             | 2,985,734   | 350,725    |
| 남술라웨시주      | 8,034,776                             | 9,073,509   | 1,038,733  |
| 동남술라웨시주    | 2,232,586                             | 2,624,875   | 392,289    |
| 고론탈로주        | 1,040,164                             | 1,171,681   | 131,517    |
| 서술라웨시주      | 1,158,651                             | 1,419,229   | 260,578    |
| 말루쿠주          | 1,533,506                             | 1,848,923   | 315,417    |
| 북말루쿠주        | 1,038,087                             | 1,282,937   | 244,850    |
| 서파푸아주        | 760,422                               | 1,134,068   | 373,646    |
| 파푸아주          | 2,833,381                             | 4,303,707   | 1,470,326  |
| 인도네시아        | 237,641,326                           | 270,203,917 | 32,562,561 |